# Eduard von Borsody
Eduard von Borsody (Vienna, 13 giugno 1898 – Vienna, 1º gennaio 1970) è stato un regista, direttore della fotografia e sceneggiatore austriaco.
Iniziò la carriera cinematografica come cameraman, ma fu anche aiuto regista e montatore.

## Biografia
Eduard von Borsody nacque a Vienna nel 1898 dal funzionare della Corte Imperiale Julius von Borsody e di Karoline Weber. Il suo esordio cinematografico risale al 1921 quando collaborò alla fotografia in un corto di Rudolf Walter. Due anni dopo, firmò come direttore della fotografia uno dei film dell'ungherese Michael Kertész (che, in seguito, a Hollywood sarebbe diventato uno dei più popolari registi a livello internazionale con il nome di Michael Curtiz). Con Kertész, von Borsody lavorò in tre produzioni austriache, due delle quali per la Sascha Film. In seguito, fu direttore della fotografia di film diretti da Carl Wilhelm, Ernö Metzner, Gustav Ucicky, Max Nosseck.
Dopo l'avvento del sonoro, Borsody fu assunto dall'UFA in qualità di montatore. Continuò a lavorare spesso con Ucicky, per cui montò anche alcuni film di propaganda nazista come Morgenrot e Flüchtlinge. Dopo un'esperienza come aiuto regista (anche con Ucicky) e la regia di alcuni cortometraggi, diresse il suo primo lungometraggio nel 1937. Prodotto dall'UFA, Brillanti era interpretato da Hansi Knoteck e Hilde Körber.

## Vita privata
Padre dell'attore Hans von Borsody avuto con la musicista Maria Hochreiter, era fratello dell'architetto Julius von Borsody.

## Filmografia

### Regista
- Schnitzel fliegt (1935)
- Was ein Häkchen werden will (1936)
- Stradivaris Schülergeige (1936)
- Rosen und Liebe (1936)
- Patentkunstschloss (1936)
- In 40 Minuten (1936)
- Früh übt sich (1936)
- Du bist so schön, Berlinerin (1936)
- Die Hochzeitsreise (1936)
- Jüngens riecht Lunte (1937)
- Die Bombenidee (1937)
- Brillanti (Brillanten) (1937)
- Il tesoro dei tropici (Kautschuk) (1938)
- Un caso sensazionale (Sensationsprozess Casilla) (1939)
- Congo Express (Kongo-Express) (1939)
- Concerto a richiesta (Wunschkonzert) (1940)
- Jugendliebe (1947)
- Arlberg-Express (1948)
- Die Frau am Wege (1948)
- Oro bianco[1] (Weißes Gold) (1949)
- Hochzeit mit Erika (1950)
- Die Kreuzlschreiber (1950)
- Das vierte Gebot (1950)
- Sensation im Savoy (1950)
- Rausch einer Nacht (1951)
- Verlorene Melodie (1952)
- Divorzio d'amore (Ich hab' mich so an Dich gewöhnt) (1952)
- Die Wirtin von Maria Wörth (1952)
- Ich und meine Frau (1953)
- Hab' ich nur deine Liebe (1953)
- Maxie (1954)
- Der Major und die Stiere (1955)
- Dany, bitte schreiben Sie (1956)
- Liana la figlia della foresta (Liane, das Mädchen aus dem Urwald) (1956)
- Geliebte Corinna (1956)
- Skandal um Dodo (1959)
- La caparbia di Trutzberg (Der Schäfer vom Trutzberg) (1959)
- Traumrevue (1959)
- Wenn die Glocken hell erklingen (1959)
- Liane, die Tochter des Dschungels (1961)
- Romanze in Venedig (1962)
- Bergwind (Vento dai monti) (1963)

### Aiuto regista
- Il generale York (Yorck), regia di Gustav Ucicky (1931)
- I fuggiaschi (Flüchtlinge), regia di Gustav Ucicky (1933)
- Giovanna d'Arco (Das Mädchen Johanna), regia di Gustav Ucicky (1935)
- Tutto per un bacio (Königswalzer), regia di Herbert Maisch (1935)
- L'anello tragico (Savoy-Hotel 217), regia di Gustav Ucicky (1936)
- Oro nero (Stadt Anatol), regia di Viktor Tourjansky (1936)
- Sherlock Holmes, regia di Karl Hartl (1937)

### Direttore della fotografia
- Das tapfere Schneiderlein, regia di Rudolf Walter (1921)
- Frau Dorothys Bekenntnis, regia di Michael Curtiz (1921)
- Der junge Medardus, regia di Michael Kertész (Michael Curtiz) (1923)
- Die vertauschte Braut, regia di Carl Wilhelm (1925)
- Liebesgeschichten, regia di Fritz Freisler (1925)
- Il transatlantico (Der Bastard), regia di Gennaro Righelli (1925)
- Fiaker Nr. 13, regia di Michael Kertész (Michael Curtiz) (1926)
- Dürfen wir schweigen?, regia di Richard Oswald (1926)
- Die dritte Eskadron, regia di Carl Wilhelm (1926)
- Der goldene Schmetterling, regia di Michael Kertész (Michael Curtiz) (1926)
- Pratermizzi, regia di Karl Leiter e Gustav Ucicky (1927)
- Tingel Tangel, regia di Gustav Ucicky (1927)
- Höhere Töchter, regia di Richard Löwenbein (1927)
- Polizeibericht Überfall, regia di Ernö Metzner (1928)
- Eddy Polo im Wespennest, regia di Léo Lasko (1928)
- Es zogen drei Burschen, regia di Carl Wilhelm (1928)
- Vera Mirzewa o l'ultimo convegno (Der Fall des Staatsanwalts M...), regia di Rudolf Meinert e Giulio Antamoro (1928)
- Die verschwundene Frau, regia di Karl Leiter (1929)
- Die Dame auf der Banknote, regia di Karl Leiter (1929)
- Legione bianca (Der Ruf des Nordens), regia di Nunzio Malasomma e Mario Bonnard (1929)
- Liebeskleeblatt, regia di Max Nosseck (1930)
- Die Jugendgeliebte, regia di Hans Tintner (1930)
- Rivalen im Weltrekord, regia di Ernö Metzner (1930)
- Der Tanz ins Glück, regia di Max Nosseck (1930)

### Montatore
- Il generale York (Yorck), regia di Gustav Ucicky (1931)
- Zwei Herzen und ein Schlag, regia di Wilhelm Thiele (1932)
- L'avventura felice (Das schöne Abenteuer), regia di Reinhold Schünzel (1932)
- La Belle Aventure, regia di Roger Le Bon e Reinhold Schünzel (1932)
- L'inferno dei mari (Morgenrot), regia di Vernon Sewell e Gustav Ucicky (1933)
- Saison in Kairo, regia di Reinhold Schünzel (1933)
- I fuggiaschi (Flüchtlinge), regia di Gustav Ucicky (1933)
- Mon coeur t'appelle, regia di Carmine Gallone e Serge Véber (1934)
- Notte di maggio (Der junge Baron Neuhaus), regia di Gustav Ucicky (1934)
- Nuit de mai, regia di Henri Chomette, Gustav Ucicky e (supervisore) Raoul Ploquin (1934)
- Jonny, haute-couture, regia di Serge de Poligny (1935)
- Frischer Wind aus Kanada, regia di Erich Holder e Heinz Kenter (1935)
- Giovanna d'Arco (Das Mädchen Johanna), regia di Gustav Ucicky (1935)
- Tutto per un bacio (Königswalzer), regia di Herbert Maisch (1935)
- Gli ultimi quattro di Santa Cruz (Die letzten Vier von Santa Cruz), regia di Werner Klingler (1936)
- L'anello tragico (Savoy-Hotel 217), regia di Gustav Ucicky (1936)
- Oro nero (Stadt Anatol), regia di Viktor Tourjansky (1936)

### Sceneggiatore
- Schnitzel fliegt, regia di Eduard von Borsody (1935)
- Jüngens riecht Lunte, regia di Eduard von Borsody (1937)
- Il tesoro dei tropici (Kautschuk), regia di Eduard von Borsody (1938)
- Jugendliebe, regia di Eduard von Borsody (1947)
- Oro bianco (Weißes Gold), regia di Eduard von Borsody (1949)